# Гребениківка
Гребеникі́вка — село в Україні, у Боромлянській сільській громаді Охтирського району Сумської області. Населення становить 850 осіб. Колишній орган місцевого самоврядування — Гребениківська сільська рада.

## Географія
Село Гребениківка знаходиться на одному з витоків річки Бобрик, нижче за течією на відстані в 0,5 км розташоване село Юсупівка (Краснопільський район). На відстані 0,5 км розташоване село Набережне. На річці кілька загат. Поруч проходить автомобільна дорога Н12.

## Історія
Під час організованого радянською владою Голодомору 1932—1933 років померло щонайменше 279 жителів села.
12 червня 2020 року, відповідно до розпорядження Кабінету Міністрів України № 723-р «Про визначення адміністративних центрів та затвердження територій територіальних громад Сумської області», село увійшло до складу Боромлянської сільської громади.
19 липня 2020 року, в результаті адміністративно-територіальної реформи та ліквідації Тростянецького району, громада увійшла до складу новоутвореного Охтирського району.
24 лютого 2022 року російські окупанти захопили село, розставили свою техніку поміж будинками місцевих. Також вони захопили чотирьох мешканців. З полону повернули тільки двох жителів села.
24 липня 2024 року з полону повернули мертвого старосту села Олексія Винниченка.

## Населення

### Мова
Розподіл населення за рідною мовою за даними перепису 2001 року:
| Мова            | Кількість | Відсоток |
| --------------- | --------- | -------- |
| українська      | 792       | 93.18%   |
| російська       | 54        | 6.35%    |
| білоруська      | 1         | 0.12%    |
| інші/не вказали | 3         | 0.35%    |
| Усього          | 850       | 100%     |

## Пам'ятки
- Гребениківський парк — пам'ятка садово-паркового мистецтва. У ньому зростає близько 40 видів дерев і чагарників місцевої флори, а з інтродукованих видів — сосна Веймутова.

## Відомі люди

### Відомі уродженці
- Верещагін Роман Іванович (1910—1985) — український композитор і педагог.